# いつか、届く、あの空に。
『いつか、届く、あの空に。』（いつか とどく あのそらに）は2007年1月26日にLump of Sugarより発売された18禁恋愛アドベンチャーゲームである。略称は『いつ空』。同年10月25日（木曜日）にラッセル・キュア (Russell.cure) よりCEROレーティングC区分（15歳以上対象）のPlayStation 2版『いつか、届く、あの空に。 〜陽の道と緋の昏と〜』（ようのみちと ひのたそがれと）が発売された。2008年12月18日にPlayStation 2版の廉価版も発売された。

## 概要
夜になると空が雲に覆われるため、星空を見ることのできない不思議な街「空明市」を舞台としたビジュアルノベルゲームで登場するヒロイン数は6人（メインヒロインとサブヒロインがそれぞれ3人ずつ）。ストーリーは萌え中心の第1部とシリアス中心の第2部より構成される。
2005年11月25日に発売されたデビュー作『Nursery Rhyme -ナーサリィ☆ライム-』に続くLump of Sugarブランドの第2作で、原画・キャラクターデザインを前作同様萌木原ふみたけが、シナリオを朱門優が担当する。
PlayStation 2版では追加要素として、メインヒロイン3人（唯井ふたみ、桜守姫此芽、明日宿傘）のアナザーストーリーが収録される他、サブヒロインの未寅愛々々がメインヒロインに昇格する。また主題歌も一新され、作品内の用語を解説する辞書機能も搭載。初回限定版特典としてドラマCD『唯井ふたみのおせわしてやるぞディスク』が、予約特典としてイラストアンソロジー『おせわしてやるぞブック』が付属。
なお、シナリオ担当の朱門優はWindows版の開発終了後、Lump of Sugarを脱退しており、PlayStation 2版追加シナリオの執筆には携わっていない。

## 空明市
本作の舞台となる空明市（こうめいし）では、夜になると街の空が雲に覆われてしまうため、一年中星空を見ることができない。そのため、星空を見たいという人々の願いを叶えるために100年に一度天文委員会と呼ばれる組織が結成される。
雲を払う巫女のような存在である天文委員は空明市にある弐壱学園（にいつがくえん）の女生徒から選出されており、黄道十二星座にちなんで総勢12人から構成される。各天文委員は自分の誕生星座の期間内にさまざまな方法で雲払いを行い、照陽菜（てりびな）と呼ばれる行事を成功させることを目指している。しかし照陽菜は今までに一度も成功例が無く、それはいわば空明市民にとって祭のようなものとなっている。
なお、全12人の天文委員のうち、本作のヒロインとして登場するのはおひつじ座・おうし座・ふたご座・かに座・しし座・おとめ座の委員である6人のみであり、さらにその中で攻略可能なのは3人（PlayStation 2版では4人）のみ。

## あらすじ
古くから良家として栄えてきた「巽」の家の生まれである少年「策」。ある日彼は厳格な祖父から、自分の好きなように生きてゆけと告げられる。それは自分が巽家の者として認められていないことを意味していた。その後策は巽家の中から誰か一人が、祖先の住んでいた屋敷のあるという街「空明市」に行かなければならないことを知る。
自分よりも才能に恵まれた父や兄に引け目を感じていた策は、実家から逃げる一心でろくに事情も確かめぬままその話に乗った。空明市にやってきた策が出会ったのは、自らの結婚相手だと名乗る「弐壱学園天文委員会」の少女「唯井ふたみ」。彼女との出会いが策の未来を思わぬ方向へ導いてゆくこととなる。

### 異ならぬ世の終わりより
本作の核心的な内容を語るサイドストーリー。ふたみ・此芽・傘の全員のエンディングを見た後に「おまけしなりお」と共に出現する。作中でたびたび登場する北欧神話がベースの物語となっており、これを読むことで作中で起こったことの全貌が解るようになっている。

## 登場人物

### 主人公
巽 策（たつみ さく）
声 - ドラマCDのみ中村俊洋
本編の主人公。空明市にやってきた少年。芸術で財を成した巽家で自分だけが何も芸術の才能がなく、尊敬している祖父から好きに生きろといわれたことで、巽のものとして失格だと思い込み、巽家の誰かが空明市に行かなければならないという発言で、巽家から離れられるからという理由で内容を確認せず志願した。現在は祖先の屋敷で生活しながら弐壱学園に通っている。
性格は真面目で穏やかな人物。だが、いざという時の決断力があり、状況判断もよくできている。家事に関しては絶望的で、一人のときはカップラーメンのみで凌ごうとした。前述のとおり、芸術の才能がないため、自分のことを巽家の落ちこぼれだと思っており、名乗るときも極力名字ではなく名前を名乗っている。また、「策」という名を持つために「策士」というあだ名で呼ばれたことがあり、そのことにもまたコンプレックスを持つ。
自分の親族である少女「ふたみ」に出迎えられ、以後彼女とともに生活している。そして、彼女の要望により、この町で初となる双子（ふたご）座の天文委員となる。なお、偶然ながらふたみと同じ誕生日（5月26日）となる。
彼も例外なく、巽の者としての異能「解対」を持っている。彼の場合は武器に作用し、人を傷つけるために生み出された道具であれば、刀剣から近代兵器まであらゆる武器・兵器を意のままに操ることができる。また、逸話や伝説の残る武器を手にすることで、その武器が持つ伝説をそのまま現実のものとして利用することも可能。作中では、離れた場所にいた赤ん坊を斬った包丁を刀に打ち直した「北谷菜切」、雷を切ったと言われる日本刀「雷切」、北欧神話の主神・オーディンの持っていた槍「グングニル」を「解対」し、その秘められた力を利用している。ただし、愛々々曰く、策の真の「解対」は武器ではないらしい。今まで彼が「解対」を発動させることができなかったのは、力に気付くきっかけとなる本物の武器に触れる機会が全くなかったため。
「北谷菜切」は主に戦いで使用していたが静によって「焼かれてしまった」。「雷切」では静の炎を一瞬とは言え「斬った」。「グングニル」は流石に神話級の武器なので一人では扱いきれなかったが此芽と一緒に扱って御前ごと「狼」を滅ぼした。さらにふたみルートでは自分を「狼殺し」として「解対」し「狼」を滅ぼし、ふたみを救った。

### メインヒロイン
唯井 ふたみ（いい ふたみ）
声 - 遠井実瑠
双子（ふたご）座の天文委員。
自分のことを策の「ヨメ」だと言って、結婚前提で策の屋敷にやってきた少女。策とは親戚になり、策の生活費などは彼女の実家が負担している。天文委員だが、ふたご座の天文委員は二人なのに対して彼女一人だったため半欠と言われていたが、策が来てからは彼を天文委員に引き入れて、二人でふたご座の天文委員となる。
無表情で言葉遣いがやや乱暴だが、とても思いやりのある性格。彼女が言葉を選んで発言するが、悪気がないのに相手に対して毒舌を吐いてしまうことがある。また、彼女がいい話をしようとすると、なぜか相手を怖がらせるような内容となり、それにより相手を自殺寸前に追い込むこともしばしば。
家事全般を得意としており、巽家の家事は全部彼女がやっている。逆に彼女の手伝いをすると、嫁の務めだと言い切り断っている。普段家にいるときはメイド服、外に出るときは必ず学校の制服を着ている。また、どんな時でも、長い箒を手に持ち歩いている。策とは学校の席は隣同士。また、授業を受けるときは眼鏡をしている。策の事を「ご主人さま」と「お兄ちゃん」の間を取って、「お主人ちゃん」という奇怪な名前で呼んでいる。
過去に策がこの地へ来た時に彼女と一緒に遊んだ記憶があったが、本人は策の兄である刻と遊んだことがあるが、策とは面識がないと言っている。
桜守姫 此芽（おうすき このめ）
声 - 風華
乙女（おとめ）座の天文委員。
空明市にある名門「桜守姫家」の息女。まるで日本の昔話に登場するお姫様が着ているような優雅な和服を身に纏い、言葉遣いや立ち振る舞いも気品に富んでいるため、周囲から多大な尊敬と羨望を受ける。そのため、いまだかつて一度も成功したことのない「照陽菜」も彼女になら実現可能と期待されている。
同じクラスである「のん」からは「お姉様」と慕われており、ファンも多い。ふたみは彼女と友達だと言っているが、会うとすぐに口論となっている（もっとも、ふたみはそれを口論と思っていない）。策と初めて会ったときにひどく動揺し、以来なぜか彼から嫌われるように努めている。しかし、もともと他人を傷つけることのできない性格であるため、空回りするばかりである。また、意外にも料理が下手。
桜守姫の魔術師だったが、現在力を失っている。幼い頃、一度空明市に来た策と出会っており、策がふたみと遊んだ記憶は実は彼女との記憶である。だが、死に掛けた策を助けるために「結婚式」という魔術を使う。「結婚式」の使用中に他の魔術を使うことはできなかったため、此芽は全ての力を失う結果となった。また、彼女は策に自分のことを思い出さないように、記憶の代える魔術を使い、策の中にある自分の記憶を消している。彼女が魔術師として持つ御名は「Zauber Walküre」。あらゆる御名を内包し、自由に取り出して使用することができる。さらに、彼女自身も魔術師として抜きん出た才能を持っており、時間をかけて魔術を作るという概念を持たず、その場で使いたい魔術を一瞬で構築してしまう力を持つ。みどのとの戦いでは「斧の時代」同士の真っ向勝負をして、みどのが斧の専門であり、此芽自身に何年ものブランクがあるにもかかわらず、みどのより一桁多い圧倒的数量の斧を出現させた。
明日宿 傘（あすく さん）
声 - 北都南
獅子（しし）座の天文委員。
神出鬼没に現れる策と一歳年上の先輩。ふたみや愛々々にも慕われており、策からは「傘姉」と呼ばれている。その後、策の家に滞在している。
おっとりとした性格で周囲を自然に和ませる雰囲気を持っており、策の家ではお姉さんのような存在となっている。その一方で人間離れした食欲を有し、食べるものが一瞬でなくなり、食べる量も多い。また、いつも赤い和傘を手にしており、その中からはドラえもんの四次元ポケットのようにいろいろなものが出現するなど謎が多い。誕生日はセリフから8月8日とのこと。
それまでのルートではその片鱗すら見せなかったが、彼女のルートでは明日宿家の当主としての本性が明らかになる。たった7歳のころに歴代最強と言われた元当主の父を倒し、当主の座を継いだ。その実力は凄まじく、雲戌亥家最強の術者である静を、会話のついでのように殺してしまうほどのもの。ただし、「おまけしなりお」にて、全力の此芽と戦うとどちらが勝つかはわからない、ということを漏らしている。
詳細は後で説明するが傘とは彼女の本来の名ではなく、本来の名は晴（てる）である。

### サブヒロイン
未寅 愛々々（みとら めめめ）
声 - 中瀬ひな
牡羊（おひつじ）座の天文委員。
空明市にある幻想的な地「空明の里」の管理者の娘。ふたみの親戚であり、ふたみのことを「おねーさま」と呼んで慕っている。逆に手を出す者が現れると、魔人のように恐ろしくなる「魔人モード」に移行する。策のことも初めは嫌っていたがすぐに和解し、策ならふたみを任せてもいいと考えている。現在は策の家に滞在している。
ツインテールがトレードマークで、いつも元気なムードメーカー。尻尾のようなものがついている。自分のことを愛（あい）と呼び、周りからはメメと呼ばれている。ふたみからは「め」が3つあることから「メ×3」→「めかけさん」の語呂あわせで妾（めかけ）と呼ばれている。可愛らしい外見に似合わず弐壱学園一の強さを持つ武闘派で、策と喧嘩した時も一方的だった。見た目とは裏腹に策とは同じ歳で、策の後ろの席にいる。此芽のことは快く思っていないらしい。彼女も天文委員として「照陽菜」を行っているが、すでに失敗している。
雲戌亥家の抱える守護四家、未寅家今代の「雄」。女性でその中でも小柄な体格ながら、武器を持った茂一と互角以上に渡り合えるほどの格闘能力を持つ。
雲戌亥の術者としての能力は「意炎（うらやき）」。対象に情報を直接送り込む能力で、炎のイメージを伴って情報を相手の心に焼き付ける。能力使用中に対象が死亡すると、「意炎」が効果を発揮し続けるために対象の脳を動かし続ける。つまり、限定的な死者蘇生・延命が可能となる副次効果が存在する。
PS2版では彼女がメインヒロインとして昇格した。
透舞 のん（とおりまい のん）
声 - 安玖深音
牡牛（おうし）座の天文委員。
此芽の妹である「みどの」の親友。短気で気が強く、トラブルメーカーであるが頭の回転は速い。此芽のことを「お姉様」と呼んで慕っており、普段から此芽の言葉遣いなどを真似している。逆に此芽と言い争っているふたみと張り合うことが多く、すぐに口喧嘩となる（もっとも、ふたみは口論だと気づいていない）。だが、ふたみが落ち込んだりしたときに励ましたりと仲が悪いわけではない。此芽の取り巻きのようであることから、ふたみからは「トリマキ」と呼ばれ、また、牡牛座であることから愛々々からは「ウシ」と呼ばれている。
策が引っ越してきた時期が彼女の「照陽菜」の番なので、現在準備をしている。
桜守姫 みどの（おうすき みどの）
声 - 韮井叶
蟹（かに）座の天文委員。
此芽の妹。策とは一歳年下になる。影が薄く、引っ込み思案な性格で今にも消え入りそうな声で話す。普段は親友であるのんの陰に隠れてしまうことが多く、いつも正々堂々と話す彼女のことをうらやましく思っている。姉である此芽のことが好きなのだがつい他人行儀な態度をとってしまいがち。
桜守姫の魔術師であり、今代の「A（アルヴィス）」を最年少で担う。此芽曰く、その年齢で彼女ほど多くの魔術を扱える魔術師は過去にもほとんど例がなく、非常に優秀であるとのこと。「斧の時代（スケッギョルド）」の御名を持ち、空中から斧を出現させて投げる、斧と斧を打ち合わせて火を起こすなどの魔術を使う。
普段のおどおどした態度からは想像が付かないほど、裏では傲慢で残忍な性格をしており、一切の魔術を使えない此芽を見下して嫌がらせを行っていた。だが、心の奥底では強かった此芽が一切魔術を使えなくなったショックと、魔術を使うことを拒否することの怒りによる態度で、けして此芽を本気で嫌っているわけではない。此芽ルートでは力を取り戻した此芽と戦い、完膚無きまでに打ちのめされた。その後、和解。

### その他
唯井 静（いい しずか）
声 - 水鏡
ふたみの祖母にして唯井家の現当主。温厚にしておちゃめな人柄で、ふたみの冗談にもよく付き合う。
午卯 茂一（ごぼう もいち）
声 - 犬野忠輔
唯井家に仕えている男性。スキンヘッドとサングラスが特徴だが、本人は頭髪がないことで悩んでいる。真面目で厳格な性格。
ドラマCD内で唯井家の蔵より発見したランプの精に「今すぐ艶やかな黒髪で覆ってみせよ」と願い美しい長髪を得たものの、「自毛で」とは願わなかったため最終的に髪は新天地を求め旅立っていってしまった。
申子 菊乃丸（しんし きくのまる）
声 - 間寺司
茂一同様、唯井家に仕える金髪の青年。片目に眼帯をしている。茂一とは逆に軽薄で飄々としている。茂一が気にしている頭髪の事で悪口を言っては衝突し、ふたみからはいつもの事だと言われている。
魔族（まぞく）
声 - 山田悠
策達の通う弐壱学園で家庭科を教える男性教師で、策の担任。裁縫を得意とする。鍛え上げられた筋肉と鬼のような人相から生徒達から「魔族」と呼ばれている。実際に熊をデコピンで倒した逸話もある。
明日宿家の元当主であり、傘の実父。傘が7歳のときに当主の戦いに敗れ、傘に明日宿家の当主の座を明け渡した。
御前（ごぜん）
声 - 大花どん
策の前に度々現れては不可解な事を言ってはいつの間にか去っていく青い髪の少年。策によると自分の兄と雰囲気が似ている。
その正体は桜守姫の崇拝対象となる人物。
巽 白（たつみ はく）
直接作中には登場しないが、策の祖父。小説家としての成功者であり、巽家の中で孤立しがちだった策に対してもよくしていた人物らしい。彼が空明市に残した手帳が、あるひとつの疑問を氷解させる。
文字、もしくは文章の『解対』を持ち、空明市にかけられていた有識結界に使われた言霊を見抜いていた。それをメモしていたのが策の拾った手帳である。策が空明市に来る前、彼は策の空明市行きに反対だったらしい。策はそれを『落ちこぼれにそのような役を任せるのは信用がないのか』という風に思っていたようだが、実際はかつて『餌の呪い』から逃れた策のことを心から喜び、そしてまたその地に行くことを心から心配したからだったようだ。

## 用語
有識結界（ゆうしきけっかい）
空明市を包み込む、見えざる壁。人間の認識に干渉することで、この街に入ることも出ることもできなくする。しかもそのことを疑問に感じることすらできない。
桜守姫家の者は「有識外し」という術を施しており、結界の影響を無効化できる。
唯井家（いいけ）
ふたみの実家であり、空明市を二分する名家のひとつ。
正しい名は雲戌亥家（くもいぬいけ）だが、ふたみが偽名を使ったわけではなく、有識結界の効果により彼女が「雲戌亥」と名乗っているにもかかわらず策には「唯井」と認識されてしまったのが原因。ほかにも「クイ」や「クヌイ」など、認識のゆがみによる異名は人それぞれであるらしい。
ふたみルートでは真実を愛々々から聞いた後にふたみに名前を再び聞いた際は「雲戌亥」と正しく認識されるようになった。
此芽ルートでは真実を知った時にはおそらく雲戌亥家はとある人物により既に滅亡していると思われるため正しく認識されているかの確認は不可能となっている。
傘ルートでは真実を知るも目の前で雲戌亥家は滅亡したため正しく認識されているかの確認は不可能となっているが、結界は無くなっているため正しく認識されていると思われる。
古くは火葬を取り仕切る蔑視の対象だったが、桜守姫家の始祖による凶行をくい止めて集落を救ってからは崇敬されるようになり、その後、炎を操る異能の力により支配者の地位に就いた。炎の子である彼らは火によって傷つくことがない。
太陽がやがて「狼」という神話的怪物に喰われて滅びる未来を知ってしまったため、地上を照らす新たな太陽「蛙蟆龍（あまりょう）」を生み出そうとしている。
巽家（たつみけ）
策の出身である名家。
直系の人間全てが何らかの芸術の才能を持ち、その力を以て富と権力を築き上げた。唯井家とは本家・分家の関係にあり、今でも交流がある。
現在の当主は策の祖父で、小説家の巽白。
本来、雲戌亥家の分家に当たり、蛙蟆龍を成すための餌を求められる。
元々は雲戌亥家の炎使いと桜守姫家の魔術師が駆け落ちしたことから始まった家系。結ばれた二人の始祖が共に異能の者だったため、二つの異能が合わさった結果「解対」という新たな異能が生まれるに至る。
雲戌亥家を巡る干支の中で「辰巳」に当たる。また「巽」という名前は「解対」が「龍視」と呼ばれたことに由来する。
解対（かいたい）
巽家の者がみな有している、事物の本質と使い方を見抜く能力。
現在の巽家では力の存在を知られておらず、おのおのが無自覚のうちに芸術分野で能力を発揮して名声を築くに至った。
桜守姫家（おうすきけ）
空明市を二分する名家のひとつ。雲戌亥家とは数百年にわたる血みどろの抗争を繰りひろげており、お互いに拭い去ることのできない憎悪を抱いている。
魔術師の一族である彼らは「有識外し」は可能なものの、雲戌亥の炎を突破することができず、やはり街から出られない。
「御前」と呼ばれる謎の存在がすべてを取り仕切っている。
明日宿家（あすくけ）
雲戌亥家に仕える一族であり、かつて調伏された魔物の子孫であると愛々々は信じていた。
実際には、明日宿は雲戌亥と桜守姫の抗争に興味を持たず、積極的に関わらなかっただけに過ぎない。
彼らの目的は「人間の尊厳を守るため、人外の力による救済を拒む」ことにあり、一度明日宿が動き出したならば雲戌亥でも止めることはできない。
傘という名は代々継承されている当主の名前であり、傘とは別に本来の名もある。

## 制作スタッフ
- 原画 - 萌木原ふみたけ
- シナリオ - 朱門優（PlayStation 2版ではノンクレジット）
- 音楽 - 大川茂伸、末廣健一郎
- プロデューサー - かわうそ
- 制作 - Lump of Sugar

## 主題歌

### Windows版
ファーストオープニングテーマ「あの雲の向こうへ」
歌・作詞 - 霜月はるか / 作曲・編曲 - 斉藤jake慎吾
セカンドオープニングテーマ「SHOOTING STAR」
歌・作詞 - 榊原ゆい / 作曲 - 三留研介 / 編曲 - 掛橋誠一
エンディングテーマ「届く心、抱きしめて。」
歌 - Kicco / 作詞 - 原口美和 / 作曲・編曲 - 大川茂伸

### PS2版
ファーストオープニングテーマ「星空の坂道」
歌 - 霜月はるか / 作詞 - 横山武 / 作曲 - 神楽坂直樹 / 編曲 - 井上日徳
セカンドオープニングテーマ「SHINING STAR」
歌・作詞・作曲 - 榊原ゆい / 編曲 - 不知火つばさ（Angel Note）
挿入歌「Endless Summer」
歌 - 霜月はるか / 作詞 - 横山武 / 作曲・編曲 - 井上日徳
エンディングテーマ「星空へのモノローグ」
歌 - Kicco / 作詞 - 高井ウララ / 作曲・編曲 - 上野浩司

## 関連商品

### 書籍
- いつか、届く、あの空に。 ビジュアルファンブック（2007年8月17日発売）
※一般流通はしておらず、同人誌として発売された。
- 小説
  - ツインテールノベルズ（彩文館出版刊、著：佐々宮ちるだ、挿絵：丸ちゃん。）
    - いつか、届く、あの空に。 (1)ふたみの子づくり宣言!（2007年8月24日発売、ISBN 978-4-7756-0233-1）
    - いつか、届く、あの空に。 (2)ひとつ屋根の下（2007年11月24日発売、ISBN 978-4-7756-0260-7）

  - ハーヴェストノベルズ（ハーヴェスト出版刊、著：守崎みさお）
    - いつか、届く、あの空に。 おまけ劇場（2007年9月15日発売、ISBN 978-4-434-11004-7）

※小説はいずれも短編集。このうちハーヴェストノベルズ版は、「いつ空特選アルバム」と題して他の作品よりも原作CGの掲載ページが増している。また、本文の下にもキャラクターCGが使われている（場面によって表情も変わる）。
- 漫画
  - PS2版『いつか、届く、あの空に。 〜陽の道と緋の昏と〜』のタイトルで『電撃G's Festival! COMIC』Vol.1 - 2に掲載。作画はCapura。全2話という短編であり、2010年現在、単行本には収録されていない。

### キャラクターソングCD

#### 唯井ふたみ
収録曲
1. 羅針盤（コンパス）
歌 - 唯井ふたみ（遠井実瑠）
2. 羅針盤（コンパス）（オルゴールVer.）
3. Voice Letter from 唯井ふたみ
4. 羅針盤（コンパス）（off vocal Ver.）

#### 桜守姫此芽
収録曲
1. 月夜の君と空の上
歌 - 桜守姫此芽（風華）
2. 月夜の君と空の上（オルゴールVer.）
3. Voice Letter from 桜守姫此芽
4. 月夜の君と空の上（off vocal Ver.）

#### 明日宿傘
収録曲
1. 空の近くで
歌 - 明日宿傘（北都南）
2. 空の近くで（オルゴールVer.）
3. Voice Letter from 明日宿傘
4. 空の近くで（off vocal Ver.）

#### 末寅愛々々
収録曲
1. ほんとはね、
歌 - 末寅愛々々（中瀬ひな）
2. ほんとはね、（オルゴールVer.）
3. Voice Letter from 末寅愛々々
4. ほんとはね、（off vocal Ver.）

#### 透舞のん
- いつか、届く、あの空に。 キャラクターCDコレクションvol.5〜透舞 のん（C.V.安玖深音）〜

「あわい夢」（VGCD-1016、2007年4月25日発売）

#### 桜守姫みどの
- いつか、届く、あの空に。 キャラクターCDコレクションvol.6〜桜守姫 みどの（C.V.韮井 叶）〜

「星が降る時」（VGCD-1017、2007年4月25日発売）

#### 唯井ふたみ＆末寅愛々々
収録曲
1. 嫁の心得〜ステキな嫁になるぞ〜
歌 - 唯井ふたみ（遠井実瑠）、末寅愛々々（なかせひな）
2. 愛のフルボッコ体操
歌 - 末寅愛々々（なかせひな）
3. 嫁の心得〜ステキな嫁になるぞ〜 カラオケふたみver
歌 - 唯井ふたみ（遠井実瑠）
4. 嫁の心得〜ステキな嫁になるぞ〜 カラオケ愛々々ver
歌 - 末寅愛々々（なかせひな）
5. 嫁の心得〜ステキな嫁になるぞ〜 カラオケ
6. 愛のフルボッコ体操 カラオケ

### Precious Selection
PCゲーム『いつか、届く、あの空に。』のヴォーカル・ベストアルバム。ヒロインたちが歌うキャラクターソングのほか、セカンド・オープニングテーマをフルコーラス・ヴァージョンで収録。オリジナルのミニドラマも楽しめる。
収録曲
1. SHOOTING STAR（power mix）
歌 - 榊原ゆい
2. 羅針盤（コンパス）
歌 - 唯井ふたみ（遠井実瑠）
3. 月夜の君と空の上
歌 - 桜守姫此芽（風華）
4. 空の近くで
歌 - 明日宿傘（北都南）
5. ほんとはね、
歌 - 末寅愛々々（中瀬ひな）
6. あわい夢
歌 - 透舞のん（安玖深音）
7. 星が降る時
歌 - 桜守姫みどの（韮井叶）
8. もう一つのバースデー（オリジナルミニドラマ）
出演 - 遠井実瑠、？？？

### 主題歌CD
- 「星空の坂道」マキシシングル（2007年9月26日発売）
- 「SHINING STAR」ミニシングル（2007年10月25日発売）
- 「星空へのモノローグ」シングル（2007年12月21日発売、カップリングは「届く心、抱きしめて。」）

### サウンドトラック
PCゲーム『いつか、届く、あの空に。』のサウンドトラック。

### 特典CD
いつか、届く、あの空に。-Visitor of another air-（2007年1月26日）
収録曲
1. あの雲の向こうへ-rhysm mix-（full version） [3:26]
歌・作詞 - 霜月はるか
2. SHOOTING STAR -power mix-（full version） [4:42]
歌・作詞 - 榊原ゆい
3. 届く心、抱きしめて。-pure mix-（full version） [4:49]
歌 - Kicco
4. Unused BGM1 [3:40]
5. Unused BGM2 [3:14]
6. Unused BGM3 [3:29]
7. Unused BGM4 [5:47]
8. Data Track

いつか、届く、あの空に。 ソフマップオリジナルマキシシングル『SHOOTING STAR-Wremixver-』（榊原ゆい、2007年1月26日）

### DVD-ROM
いつ空&ナーサリィ☆ライム デスクトップアクセサリー「しゅが☆ぽ！」（2007年8月17日発売）
初回限定特典付属ドラマCD出演者
- 「いつ空」遠井実瑠、風華、北都南、中瀬ひな、安玖深音、韮井叶、犬野忠輔、間寺司、水鏡、中村俊洋
- 「ナーサリィ☆ライム」金田まひる、松永雪希、吉川華生、西田こむぎ、松田理沙、水鏡、中村俊洋